# Hornina

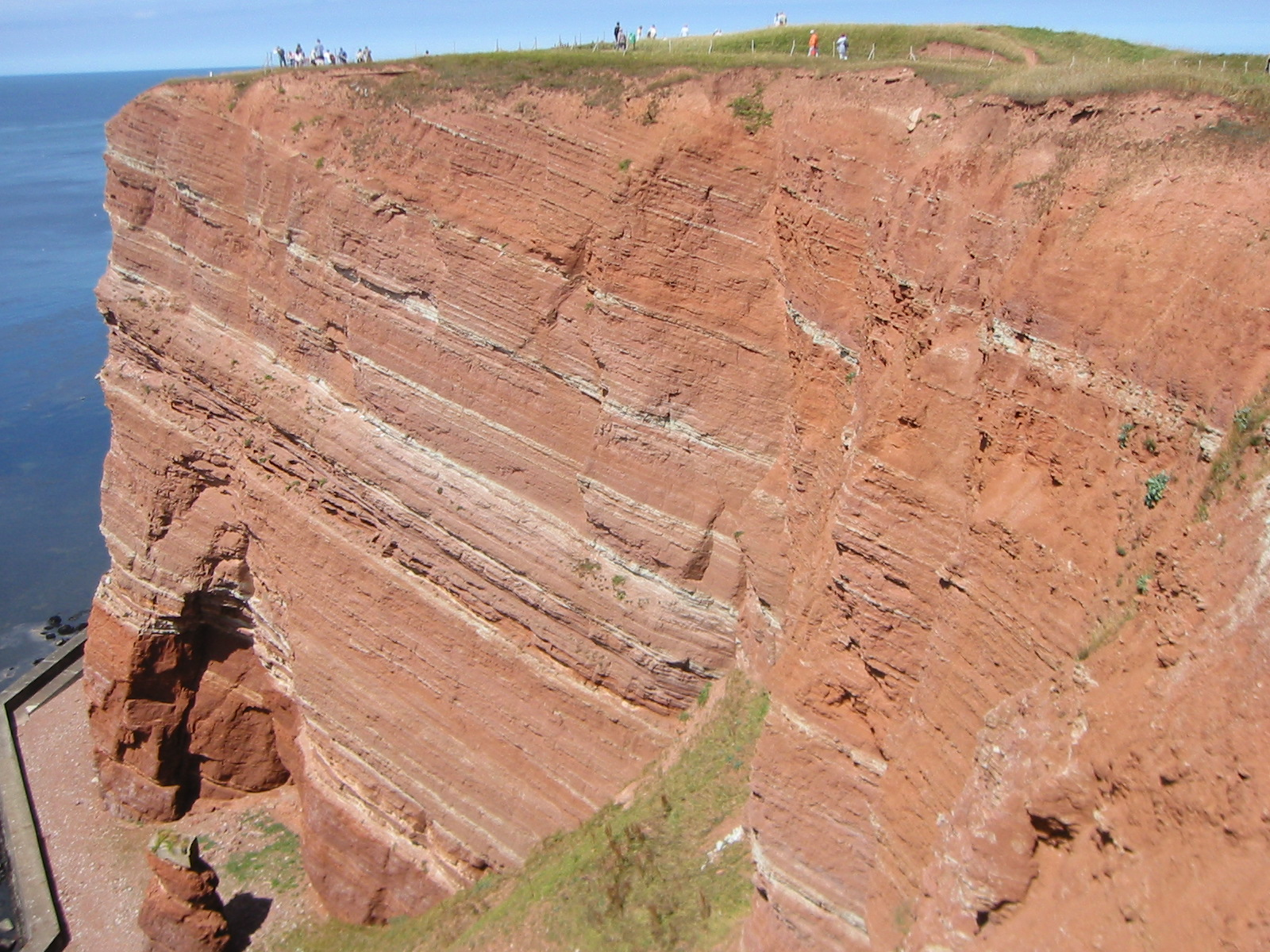
Skála na německém ostrově Helgoland tvořená sedimentární horninou

Horniny jsou heterogenní přírodní látky, jež tvoří zemskou kůru. Skládají se z různých minerálů, někdy i organických složek nebo vulkanického skla. Zvláštní případ představují zejména monominerální horniny, které jsou tvořené pouze jedním minerálem (například mramor je tvořený vápencem, který je tvořen pouze minerálem kalcitem).[zdroj?]
Kus pevné horniny, surový, opracovaný ale i materiál se nazývá kámen. Výchoz nebo podloží z kompaktní horniny se nazývá skála, sypké a tekuté horniny mívají specifické názvy.
Věda zabývající se horninami se nazývá petrologie.

## Dělení hornin
Horniny se dělí podle způsobu jejich vzniku do tří základních skupin: vyvřelé (magmatické), usazené (sedimentární) a přeměněné (metamorfované)

### Vyvřelé horniny (magmatické)
Vyvřeliny vznikly utuhnutím roztavené hmoty (magmatu). K jejich vzniku byla nutná vysoká teplota. Vyvřeliny výlevné (vulkanické) vznikají utuhnutím lávy na zemském povrchu nebo mělko pod povrchem. Nejhojněji je zastoupený čedič. Mezi další patří andezit, ryolit, trachyt či znělec.
Pokud masa taveniny utuhla hlouběji, mluvíme o intruzivních horninách, které se dále dělí na žilné a hlubinné.

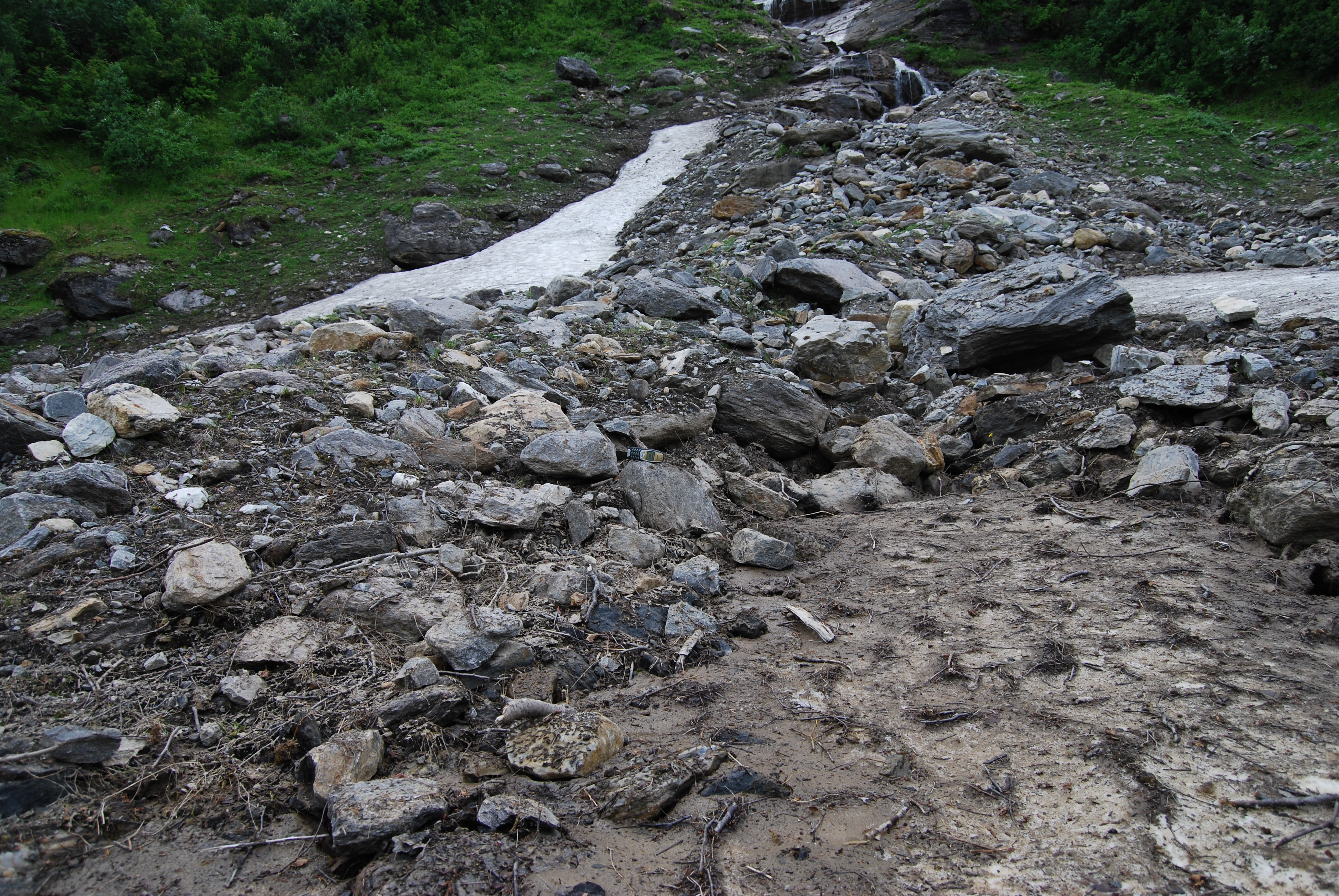
Sedimentární hornina v podobě tillu vzniklá nahromaděním po sesuvu laviny v Målselvfjorden, oblast Målselv, Norsko

Vyvřeliny žilné obvykle tvoří menší tělesa - žíly. Při jejich vzniku tavenina pronikla do puklin, které vyplnila a utuhla. Mezi žilné vyvřeliny patří například pegmatit, aplit nebo mineta.
Pokud masa taveniny utuhla hluboko pod zemským povrchem, hovoříme o vyvřelinách hlubinných (plutonických). Často tvoří velká tělesa. Patří mezi ně například žula, syenit nebo gabro.

### Usazené horniny (sedimentární)
Vznikají při nízkých teplotách v povrchových zónách působením vnějších geologických sil. Obzvlášť důležitá role připadá vodě. Při tvorbě usazených hornin nejprve podléhá zdrojový materiál zvětrávání, rozpadu a rozpouštění, pak je přemístěn na vhodné místo, jako např. na dna jezer a oceánů, kde se hromadí.
Usazené horniny dělíme podle různých hledisek. Pokud hornina zůstane sypká nebo za vlhka tvárná, hovoříme o usazeninách nezpevněných, např. jíl nebo štěrk. Pokud postupně dojde ke zpevnění, vznikají usazeniny zpevněné, např. pískovec a břidlice.
Usazením různě velkých úlomků vznikají horniny úlomkovité, např. pískovec nebo slepenec. Pokud celá hlavní masa horniny vznikne vysrážením látek z vodního roztoku, hovoříme o horninách chemogenních, např. travertin.
Mezi usazeniny jsou zařazovány i horniny zbytkové (reziduální), u nichž uvolněný materiál nebyl přemístěn, ale zůstal na místě a horniny vulkanoklastické, u nichž došlo k nahromadění sopečného popela, strusky i větších kousků vyvržených do vzduchu při sopečných erupcích (tuf).
Zvláštním případem jsou kaustobiolity. Vznikají akumulací organických, hořlavých látek. Patří mezi ně rašelina, uhlí, zemní vosk, ropa, ale například i zemní plyn.

### Přeměněné horniny (metamorfované)
Mohou vznikat ze všech typů hornin působením zvýšené teploty a tlaku. Dochází k rekrystalizaci minerálů. Teplota ovšem není tak vysoká, aby došlo k roztavení hmoty jako u hornin vyvřelých. Mezi běžně rozšířené metamorfované horniny patří např. rula, svor, fylit, amfibolit, granulit nebo mramor.
Všechny tři skupiny hornin jsou v neustálém koloběhu mezi sebou v závislosti na tlakově-teplotních podmínkách (tzv. pT podmínky), kdy vlivem změny jedné či obou složek dochází k přeměně jednoho druhu v druhý a naopak.

## Zastoupení horninových typů na zemském povrchu
Plocha souše je asi 149 milionů kilometrů čtverečních. Z nich tvoří tři čtvrtiny horniny sedimentační a jednu čtvrtinu horniny vyvřelé a metamorfované. Navíc je na povrchu zastoupeno nejvíce 5 hlavních skupin hornin, které tvoří 90 % povrchu. Patří tam:
- břidlice – 52 %
- pískovce – 15 %
- žuly a granodiority – 15 %
- vápence a dolomity – 7 %
- bazalty – 3 %
- ostatní – 8 %